# 东板桥街
39°55′54″N 116°24′06″E / 39.9315786°N 116.4015287°E
东板桥街是位于北京市东城区的一条胡同。

## 简介
东板桥街位于景山公园东北方向，为南北走向。北起北河胡同，南到纳福胡同，西侧和黄化门街、东板桥西巷相连通，东侧和东板桥东巷、织染局胡同相连通。东板桥街全长258米，宽度7米，路面铺有沥青。
东板桥街，清朝地处皇城之中，称为“内府大街”，清朝宣统时期称“东板桥”。民国36年（1947年）称“东板桥大街”。1949年以后称为“东板桥街”。东板桥街北端原来有一座木板桥横跨北河，此街由此得名。这座桥在1958年拆除。如今，东板桥街中大多是居民住宅。